# Keisarinnankivi

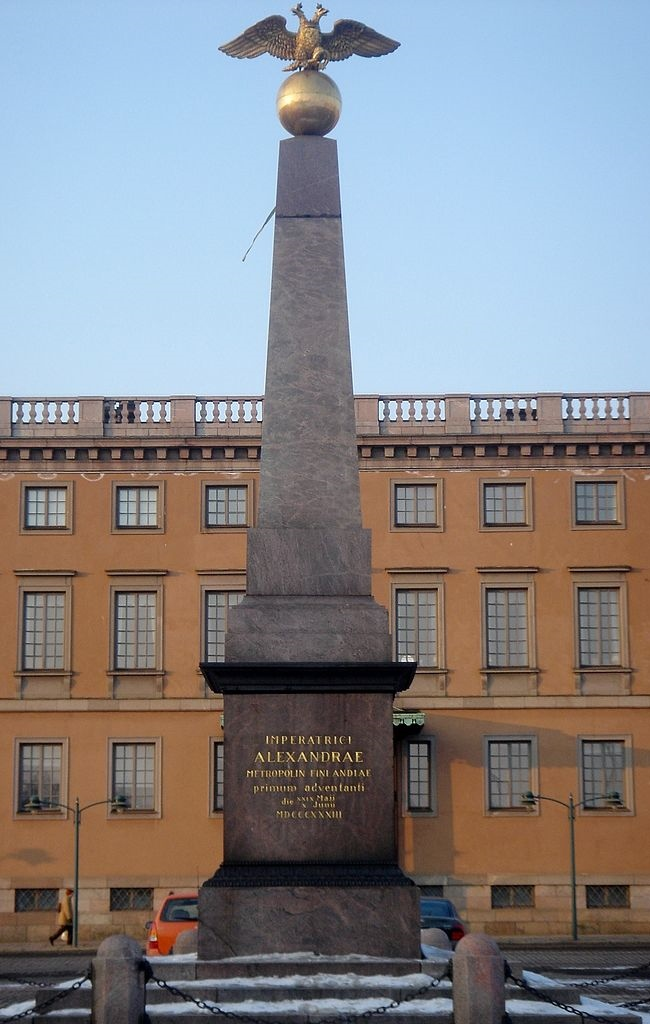
Keisarinnankivi

Keisarinnankivi ist ein Denkmal in der finnischen Hauptstadt Helsinki. Es erinnert an einen Besuch der russischen Zarin Alexandra Fjodorowna.

## Lage
Das Denkmal befindet sich im Stadtzentrum auf dem Marktplatz Kauppatori unmittelbar am Hafen Helsinkis, dessen Hafenbecken Eteläsatama südlich angrenzt. Etwas nördlich führt die Straße Pohjoisesplanadi vorbei.

## Gestaltung und Geschichte
Das Denkmal wurde im Jahr 1835 von Carl Ludwig Engel geschaffen und erinnert an den im Sommer 1833 erfolgten ersten Besuch der Zarin Alexandra Fjodorowna in Helsinki. Finnland gehörte damals zum russischen Reich. 
Das Denkmal ist als Obelisk gestaltet und wurde an der Stelle aufgestellt, an der die Zarin in Helsinki an Land gegangen war. Der Obelisk ist aus rotem Granit gefertigt. Bekrönt wird er von einem bronzenen Globus, auf dem ein zweiköpfiger russischer Adler thront. Auf der Brust des Adlers befindet sich ein finnisches Wappen.
Das Denkmal wurde am 18. Dezember 1835 eingeweiht. Am 17. April 1917 zerstörten revolutionäre russische Soldaten den Aufsatz des Obelisks. Er wurde 1971 wieder repariert und im Jahr 2000 restauriert.